# Тіллман (округ, Оклахома)
Шаблон:StateAbbr_ 34°23′ пн. ш. 98°55′ зх. д. / 34.38° пн. ш. 98.92° зх. д.
Округ  Тіллман (англ. Tillman County) — округ (графство) у штаті  Оклахома, США. Ідентифікатор округу 40141.

## Історія
Округ утворений 1907 року.

## Демографія
За даними перепису 
2000 року 
загальне населення округу становило 9287 осіб, зокрема міського населення було 4593, а сільського — 4694.
Серед мешканців округу чоловіків було 4552, а жінок — 4735. В окрузі було 3594 домогосподарства, 2486 родин, які мешкали в 4342 будинках.
Середній розмір родини становив 3,05.
Віковий розподіл населення поданий у таблиці:
| Стать    | До 15 років | 15-21 | 22-29 | 30-39 | 40-49 | 50-65 | 65-85 | Понад 85 |
| -------- | ----------- | ----- | ----- | ----- | ----- | ----- | ----- | -------- |
| Чоловіки | 1033        | 525   | 349   | 610   | 598   | 721   | 633   | 83       |
| Жінки    | 933         | 426   | 350   | 585   | 560   | 802   | 869   | 210      |

## Суміжні округи
- Кайова — північ
- Команчі — північний схід
- Коттон — схід
- Вічита, Техас — південь
- Вілбаргер, Техас — південний захід
- Джексон — північний захід

## Виноски
1. ↑  U.S. Decennial Census. United States Census Bureau. Архів оригіналу за 12 травня 2015. Процитовано 22 лютого 2015.
2. ↑  Historical Census Browser. University of Virginia Library. Архів оригіналу за 11 серпня 2012. Процитовано 22 лютого 2015.
3. ↑  Forstall, Richard L., ред. (27 березня 1995). Population of Counties by Decennial Census: 1900 to 1990. United States Census Bureau. Архів оригіналу за 19 лютого 2015. Процитовано 22 лютого 2015.
4. ↑  Census 2000 PHC-T-4. Ranking Tables for Counties: 1990 and 2000 (PDF). United States Census Bureau. 2 квітня 2001. Архів оригіналу (PDF) за 18 грудня 2014. Процитовано 22 лютого 2015.
5. ↑  State & County QuickFacts. United States Census Bureau. Архів оригіналу за 21 липня 2011. Процитовано 13 листопада 2013. [Архівовано 2011-06-06 у Wayback Machine.](англ.) Наведено за англійською вікіпедією.
6. ↑  American FactFinder. Бюро перепису населення США. Архів оригіналу за 26 лютого 2012. Процитовано 31 січня 2008. [Архівовано 2008-05-21 у Wayback Machine.]

| США | Це незавершена стаття з географії США. Ви можете допомогти проєкту, виправивши або дописавши її. |